# جیم دمینت
جیمز وارن جیم دِمینت سیاستمدار آمریکایی و رئیس کنونی بنیاد هریتج، اندیشگاهی محافظه کار است. دمینت از ۲۰۰۵ تا ۲۰۱۳ سناتور ایالات متحده از کارولینای جنوبی بود. او عضو حزب جمهوری‌خواه از اعضای رهبری کنندهٔ جنبش تی پارتی است. او سابقاً از ۱۹۹۹ تا ۲۰۰۵ عضو مجلس نمایندگان آمریکا بود. او در روز سال نوی ۲۰۱۳ از سنا استعفا داد تا رئیس بنیاد هریتج بشود. هیئت مدیره این بنیاد در ۲ مه ۲۰۱۷ از او خواست استعفا بدهد و استعفای او را پذیرفت.